# ميخائيل سيمز
ميخائيل سيمز (بالإنجليزية: Michael Sims)‏ هو كاتب أمريكي، ولد في 17 فبراير 1958.